# Bellíssima
 Bellíssima (títol original en italià: Bellissima) és una pel·lícula dramàtica italiana dirigida per Luchino Visconti, estrenada el 1951. Ha estat doblada al català.

## Argument
Maddalena, que viu en un barri pobre de Roma, apunta la seva molt jove filla a una audició organitzada per l'escenògraf Blasetti als estudis Cinecittà. Totes les mares que han tingut coneixement de l'anunci van a Cinecittà amb les seves filles per fer-les passar una audició. Maddalena està molt determinada que sigui la seva l'escollida; ha invertit tots els seus diners en aquest objectiu, perquè la seva filla sigui la més bonica, la més ben vestida. Ha col·locat en ella totes les seves esperances. Als estudis, es creua amb un home que intenta explotar la seva ingenuïtat i estafar-la proposant-li un endoll inventat de totes totes. En el moment de les proves de la nena davant la càmera, els riures i els sarcasmes dels responsables davant la seva malaptesa juvenil revoltaran Maddalena que refusarà finalment la proposta de contracte, aniquilant al mateix temps els seus propis somnis.

## Repartiment
- Anna Magnani: Maddalena Cecconi
- Walter Chiari: Alberto Annovazzi
- Tina Apicella: Maria Cecconi
- Gastone Renzelli: Spartaco Cecconi
- Tecla Scarano: Tilde Spernanzoni
- Lola Braccini: La dona del fotògraf
- Arturo Bragaglia: El fotògraf
- Nora Ricci: L'empleat de la lavanderia
- Vittorina Benvenuti
- Linda Sini: Mimmetta
- Teresa Battaggi: La mare snob
- Gisella Monaldi: El porter
- Amalia Pellegrini
- Luciana Ricci
- Giuseppina Arena
- Liliana Mancini: Iris
- Alessandro Blasetti: Ell mateix
- Vittorio Glori: Ell mateix
- Mario Chiari: Ell mateix
- Luigi Filippo D'Amico: Ell mateix
- George Tapparelli: Ell mateix
- Luciano Caruso
- Michele Di Giulio
- Mario Donatone
- Pietro Fumelli
- Lilly Marchi
- Anna Nighel
- Lina Rossoni

Actors que no surten als crèdits
- Franco Ferrara: el cap d'orquestra de la R.A.I.
- Corrado Mantoni: Ell mateix
- Sonia Marinelli: Una noia
- Guido Martufi: Un jove a cal barber
- Vittorio Musy Glori: Ell mateix

## Anàlisi
- Bellissima,

| « | magistral prova de realisme exuberant amb l'evocació de dos mons oposats, un, artificial, de Cinecittà, i l'altre, humil, sincer i pur, de certs grans barris populars | » |

, apareix, als ulls de Giuseppe Ferrara, com 
| « | l'ampliació del sentit que havia pres el seu treball en el rodatge de La terra tremola continuat sense la seva consecució final. | » |

| « | M'interessava de fer una experiència amb un personatge autèntic, amb el que podria dir certes coses més interiors i més significatives, diu Visconti. Per realitzar aquest objectiu, el cineasta milanès disposarà d'un excepcional instrument artístic: l'explosiva Anna Magnani que, des de Roma, ciutat oberta, és «la diva incontestada del cinema neorealista | » |

| « | Sóc certament, explica Visconti, un dels primers a haver vist la pel·lícula de Roberto Rossellini, perquè el realitzador la va presentar, a penes muntada, en una petita sala del ministeri. Érem més o menys una vintena de persones. Recordo que, en la famosa escena on mor la Magnani, vaig ser un dels primers a donar el senyal dels aplaudiments, entusiasmat com estava | » |

La col·laboració, que no van tenir el 1942 - Anna Magnani, embarassada, va haver de cedir el lloc a Clara Calamai en el rodatge d'Ossessione- va ser, aquella vegada, efectiva, com ho serà per a un esquetx de la pel·lícula col·lectiva, Siamo donne (1953).
- Segons Giuseppe Ferrara, estaria equivocat, tanmateix, de limitar Bellissima a un «retrat de dona», tan encertat com pugui ser.

| « | Així, a través de la presa de consciència de la dona, inserida en la crònica més vivaç, Visconti aconsegueix també, com a La terra tremola, donar un judici històric sobre el nostre temps, ampliant la comprensió a la qual havia arribat amb la pel·lícula precedent. No és només, diu, un problema de justícia, d'espoliació del treball, sinó una destrucció dels valors individuals, present tant a Sicília com a Roma, davant la qual el paper de Maddalena (Anna Magnani), perquè almenys la unitat de la seva família no sigui destruïda, és una derrota. (...) En un cas i l'altre hi ha una consciència del món, d'ell mateix i de les seves pròpies forces. Però amb La terra tremola s'arribava a aquest resultat seguint Giovanni Verga (...); a Bellissima el camí és invers i aconsegueix descobrir sortides més interiors, sense per això disminuir l'amplitud de la mirada, indicant les dimensions reals, les reals possibilitats d'una dona italiana en la societat italiana. | » |

- Jacques Lourcelles percep, per la seva banda, a  Bellissima, a més a més d'una denúncia dels mitjans del cinema,

| « | una descripció concreta i al·legòrica de la Itàlia sencera. (...) | » |

Aquesta Itàlia s'encarna en Anna Magnani/Maddalena que prova, segons ell, una 
| « | sobrevitalitat (és d'un extrem a l'altre del relat un verdader maelstrom), d'una falsa ingenuïtat i d'una exageració teatral dels sentiments (mena de protecció inconscient contra les dificultats quotidianes. | » |

| « | Tanmateix, com analitzar Bellissima? | » |

 es pregunta s'interroga Pierre-Louis Thirard. És l'oposició entre dos mons, com sembla indicar-ho Giulio Cesare Castello i, 
| « | cal, amb ell, dir que Maddalena... «Havent-se adonat del caràcter il·lusori d'aquest món d'evasió escollia continuar sent fidel al seu modest i laboriós origen» ? Voler a tota força posar aquesta «moral» a Bellissima em sembla perillós. (...) I que preocupa més: en efecte, aquest món que ens ha denunciat, és el de Visconti; per rodar Bellissima, suposo que Visconti ha hagut de "dirigir" el seu intèrpret de set anys », recorda. | » |